# هينريتش دومولين
هينريتش دومولين (بالألمانية: Heinrich Dumoulin)‏ هو عالم عقيدة وأستاذ جامعي ألماني، ولد في 31 مايو 1905 في Wevelinghoven ‏ في ألمانيا، وتوفي في 21 يوليو 1995 في طوكيو في اليابان.